# Episodi di Punky Brewster (terza stagione)
La terza stagione della serie televisiva Punky Brewster è stata trasmessa in anteprima negli Stati Uniti d'America dalla NBC tra il 30 ottobre 1987 e il 7 dicembre 1987.
| nº | Titolo originale                 | Titolo italiano | Prima TV USA     | Prima TV Italia |
| -- | -------------------------------- | --------------- | ---------------- | --------------- |
| 1  | Reading, Writing and Rock & Roll |                 | 30 ottobre 1987  |                 |
| 2  | Punky's Big Story                |                 | 2 novembre 1987  |                 |
| 3  | Tons of Fun                      |                 | 3 novembre 1987  |                 |
| 4  | Divorce Anderson Style           |                 | 4 novembre 1987  |                 |
| 5  | Beer and Buffalos Don't Mix      |                 | 5 novembre 1987  |                 |
| 6  | Hands Across the Halls           |                 | 6 novembre 1987  |                 |
| 7  | Open Door, Broken Heart (Part 1) |                 | 8 dicembre 1987  |                 |
| 8  | Open Door, Broken Heart (Part 2) |                 | 9 dicembre 1987  |                 |
| 9  | Best Friends                     |                 | 10 novembre 1987 |                 |
| 10 | It's a Dog's Life                |                 | 11 novembre 1987 |                 |
| 11 | The Metamorphosis                |                 | 12 novembre 1987 |                 |
| 12 | Fighting City Hall               |                 | 13 novembre 1987 |                 |
| 13 | The Matchmaker                   |                 | 13 novembre 1987 |                 |
| 14 | My Fair Punky                    |                 | 16 novembre 1987 |                 |
| 15 | The Anniversary                  |                 | 17 novembre 1987 |                 |
| 16 | Tangled Web                      |                 | 20 novembre 1987 |                 |
| 17 | Punky's Porker                   |                 | 25 novembre 1987 |                 |
| 18 | This Spud's for You              |                 | 1º dicembre 1987 |                 |
| 19 | So Long, Studio                  |                 | 2 dicembre 1987  |                 |
| 20 | Help Wanted                      |                 | 3 dicembre 1987  |                 |
| 21 | Remember When                    |                 | 4 dicembre 1987  |                 |
| 22 | Unhooking Henry                  |                 | 7 dicembre 1987  |                 |